# Gmina Ankaran
Gmina Ankaran (słoweń.: Občina Ankaran, wł.: Comune di Ancarano) – gmina w Słowenii, utworzona w czerwcu 2011 (jako 212 słoweńska gmina), na skutek wydzielenia części terenu z gminy miejskiej Koper. Jej powołanie nastąpiło na podstawie przeprowadzonego w 2009 roku referendum. Pierwsze wybory samorządowe do władz gminy miały miejsce w 2014 roku. W 2018 roku liczyła 3209 mieszkańców.
Podobnie, jak w pozostałych gminach, położonych na słoweńskim wybrzeżu Adriatyku, w Ankaranie obowiązują dwa języki urzędowe: słoweński i włoski.